# Helophorus gratus
Helophorus gratus é uma espécie de insetos coleópteros polífagos pertencente à família Hydrophilidae.
A autoridade científica da espécie é Angus, tendo sido descrita no ano de 1987.
Trata-se de uma espécie presente no território português.